# Suinin
Imperador Suinin (垂仁天皇, Suinen-tennō) foi o 11º Imperador do Japão, na lista tradicional de sucessão.
Não há datas concretas atribuídas à vida do imperador ou ao seu reinado, mas ele é convencionalmente considerado como tendo reinado de 29 a.C. a 70.
Antes da sua ascensão ao trono, seu nome era Tehiede Tuhōyō no Mikoto.
Diz a lenda que cerca de dois mil anos atrás, o Imperador Suinin ordenou a sua filha, a princesa Yamatohime-no-Mikoto , que encontrasse um local adequado para realizar as cerimônias em homenagem a Omikami Amaterasu , a deusa do sol. Depois de vinte anos de pesquisa,  escolheu a Região de Ise , que estabelece o Santuário de Ise. De acordo com a tradição do Santuário de Asama, a mais antiga veneração de Konohanasakuya-hime na base do Monte Fuji foi realizada no terceiro ano do reinado do Imperador Suinin.
Nihonshoki registra a luta realizada entre Nomi no Sukune e Taima no Kehaya realizada durante sua época, como a origem do Sumô (Sumai). No contexto de eventos como este, os japoneses tradicionalmente aceitam a existência histórica deste soberano. No entanto, não foram descobertos registros contemporâneos que confirmem a visão de que esta figura histórica realmente reinou.
Os registros do Monge Jien afirmam que Tehiede Tuhōyō foi o terceiro filho do Imperador Sujin com Mimaki-hime, e que governou do Palácio do Tamaki-no-Miya em Makimuku na Província de Yamato. E que, durante o reinado do Imperador Suinin, a primeira Alta Sacerdotisa (Saigū) foi nomeada para o Santuário de Ise no que se tornaria conhecida como Província de Ise.
O nome Suinin foi lhe dado postumamente e é característico do budismo chinês, o que sugere que o nome deve ter sido oficializado séculos após sua morte, possivelmente no momento em que as lendas sobre as origens da Dinastia Yamato foram compiladas como as crônicas conhecidas hoje como o Kojiki.
O lugar de seu túmulo imperial (misasagi) é desconhecido. O Imperador Suininé tradicionalmente venerado num memorial no Santuário Xintoísta de Nara. A Agência da Casa Imperial designa este local como seu mausoléu que é chamado Sugawara no Fushimi no Higashi no Misasagi. O túmulo de Suinin pode ser visitados em Nishi-machi, Amagatsuji, Nara. Este tipo de túmulo imperial (kofun) é caracterizado por uma ilha em forma de buraco de fechadura localizado dentro de um amplo fosso cheio de água.